# 1994 na ciência

## Eventos
- 3 de novembro - Eclipse total do Sol, último eclipse solar total do milênio.
- 15 de dezembro - O navegador web Netscape Navigator 1.0 é lançado.
- Criação da Agência Espacial Brasileira.
- Síntese dos elementos químicos Darmstádio[1] e Roentgênio[2]

## Mortes
| Data            | Nome                              | Profissão           | Nacionalidade             | Observações                                                                     | Ref               |
| --------------- | --------------------------------- | ------------------- | ------------------------- | ------------------------------------------------------------------------------- | ----------------- |
| 25 de janeiro   | Stephen Kleene                    | matemático          | Estados Unidos            | n. 1909 Prémio Leroy P. Steele 1983                                             | [ 3 ]             |
| 10 de fevereiro | Fritz John                        | matemático          | Alemanha / Estados Unidos | n. 1910 Prémio George David Birkhoff 1973 Prémio Leroy P. Steele 1982           | [ 4 ] [ 3 ]       |
| 11 de fevereiro | Paul Feyerabend                   | filósofo da ciência | Áustria                   | n. 1924                                                                         |                   |
| 3 de abril      | Agostinho da Silva                | filósofo e poeta    | Portugal                  | n. 1906                                                                         |                   |
| 12 de maio      | Roy J. Plunkett                   | químico             | Estados Unidos            | n. 1910                                                                         |                   |
| 16 de julho     | Julian Schwinger                  | físico              | Estados Unidos            | n. 1918 Nobel da Física 1965                                                    | [ 5 ]             |
| 29 de julho     | Dorothy Crowfoot Hodgkin          | química             | Reino Unido               | n. 1910 Nobel da Química 1964 Medalha de Ouro Lomonossov 1982 Medalha Real 1956 | [ 6 ] [ 7 ] [ 8 ] |
| 18 de agosto    | Richard Laurence Millington Synge | químico             | Reino Unido               | n. 1914 Nobel da Química 1952                                                   | [ 6 ]             |
| 19 de agosto    | Linus Pauling                     | químico             | Estados Unidos            | n. 1901 Nobel da Química 1950 Nobel da Paz 1962 Medalha de Ouro Lomonossov 1977 | [ 6 ] [ 7 ]       |
| 6 de setembro   | Andrei Bitsadze                   | matemático          | União Soviética           | n. 1916                                                                         |                   |
| 17 de setembro  | Karl Popper                       | filósofo da ciência | Áustria / Reino Unido     | n. 1902                                                                         |                   |
| 31 de outubro   | Giuseppe Cilento                  | químico             | Itália / Brasil           | n. 1923                                                                         |                   |
| 10 de novembro  | William Higinbotham               | físico              | Estados Unidos            | n. 1910                                                                         |                   |

## Prémios

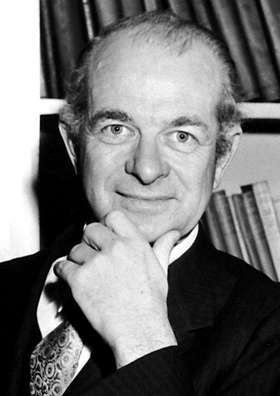
Linus Pauling
1901 - 1994

Medalha Albert Einstein
- Irwin Shapiro

Medalha Bruce
- Wallace Sargent[9]

Medalha Copley
- Charles Frank[10]

Medalha Davy
- John Meurig Thomas[11]

Medalha Lavoisier (SCF)
- David A. Evans[12], Marco-Aurelio De Paoli[12], Rudolph Arthur Marcus[12] e S. Wolff[12]

Medalha de Ouro Lomonossov
- James Watson[7] e Nikolai Kochetkov[7]

Medalha Real
- Salvador Moncada[13], Eric Mansfield[13] e Sivaramakrishna Chandrasekhar[13]

Medalha Rutherford
- Ian Axford[14]

Prémio Leroy P. Steele
- Louis Nirenberg[3]

Prémio Nobel
- Física - Bertram N. Brockhouse,[5] Clifford G. Shull[5]
- Química - George A. Olah[6]
- Medicina - Alfred G. Gilman,[15] Martin Rodbell[15]
- Economia - John C. Harsanyi,[16] John F. Nash Jr.,[16] Reinhard Selten[16]

Prémio Turing
- Edward Feigenbaum[17] e Raj Reddy[17]

Prémio Wolf
- Prêmio Wolf de Física - Vitaly Ginzburg[18] e Yoichiro Nambu[18]
- Prêmio Wolf de Medicina - Yasutomi Nishizuka[19] e Michael Berridge[19]